# Ramphotyphlops nigrescens
Ramphotyphlops nigrescens este o specie de șerpi din genul Ramphotyphlops, familia Typhlopidae, descrisă de Gray 1845. Conform Catalogue of Life specia Ramphotyphlops nigrescens nu are subspecii cunoscute.